# Bicinicco
Bicinicco est une commune italienne de la province d'Udine dans la région Frioul-Vénétie Julienne en Italie.

## Administration
| Période                                  | Période | Identité | Étiquette | Qualité |
| ---------------------------------------- | ------- | -------- | --------- | ------- |
|                                          |         |          |           |         |
| Les données manquantes sont à compléter. |         |          |           |         |

### Hameaux
Cuccana, Felettis, Griis

### Communes limitrophes
Castions di Strada, Gonars, Mortegliano, Pavia di Udine, Santa Maria la Longa